# 巴兹敦 (肯塔基州)
巴兹敦（英語：Bardstown），是美国肯塔基州的一座城市。建立于1780年，面积约为27.5平方公里（10.6平方英里）。根据2010年美国人口普查，该市的人口为11,700人。

## 友好城市
- 法國 比永